# Saldaña (Tolima)
Saldaña es un municipio de Colombia situado en el departamento del Tolima. Dista de Ibagué por 75 km.

## Toponimia
Tomado del río Saldaña, bautizado por el español Hernán Pérez de Quesada en honor a un soldado que murió ahogado en sus aguas.

## Geografía
Situada en la llanura del Tolima, al sureste del departamento; se encuentra junto al río más importante de la región: el Río Saldaña, que nace y muere en el departamento. Su altitud es de 400 metros sobre el nivel del mar, tiene una temperatura media de 28 °C y una población de 14.732 habitantes.

### Límites municipales
Saldaña está delimitada por los siguientes municipios:
| Noroeste: San Luis (Río Saldaña) | Norte: Guamo                              | Nordeste: Purificación |
| Oeste: Ortega (Río Saldaña)      |                                           | Este: Purificación     |
| Suroeste: Coyaima                | Sur: Límites entre Coyaima y Purificación | Sureste: Purificación  |

## División Político-Administrativa
Además de su Cabecera municipal. Saldaña tiene bajo su jurisdicción los siguientes Centros poblados:
- Jabalcón
- La Esperanza
- Normandía
- Santa Inés
- Papagala
- Cucharo

## Historia
En 1892 el general Uldarico Leyva Caicedo dona los terrenos para construir las primeras casas en Catufa (el cacique Catufa obliga a los conquistadores a darle su nombre) que con los años se vuelve en corregimiento y luego inspección de policía de Purificación.
En 1917 el caserío crece y se hace necesario trazar calles y carreteras, labor que se ejecuta con la colaboración del señor Ladislao Lozano; también por ese mismo año se construye la iglesia Nuestra Señora del Carmen cuyo costo fue asumido por el general Roberto Leyva.
En 1934 se da un gran acontecimiento que cambiaría la historia de Catufa: llega el ferrocarril Giradot, Tolima, Huila. La población se vuelve paso obligado hacia el sur y alrededor de la vía férrea se incrementan las viviendas; dado su crecimiento decidieron cambiar el nombre de Catufa por el actual.
En 1950, terminada la mega obra de la irrigación, llega el agua a los campos y con ella la bonanza; los canales riegan los arrozales que hicieron de Saldaña la población más floreciente del Tolima y más tarde municipio arrocero soberano.
En 1964, un grupo de prestantes Saldaña promovieron la creación del municipio y después de perseverar y de una gran campaña de un año, el 18 de noviembre de 1969 la asamblea de Tolima le da vida al nuevo municipio, con la ordenanza n.º5 firmada por su presidente Marco Tulio Padilla Guzmán, y sancionada el 18 de noviembre del mismo año por Alberto Lozano Simonelli, gobernador del departamento, siendo su primer alcalde el señor Héctor Gabriel Rondón, ya fallecido.

## Economía
El análisis económico del municipio se determina mediante el análisis de los sectores de producción primario, secundario y terciario: En el sector primario se describen las actividades de tipo agropecuario, ganadería, pesca, minería, silvicultura, producción de alimentos y materia prima. En el sector secundario, se analizan las actividades agroindustriales, confecciones, artículos de madera, imprenta, editoriales, cerrajerías, ornamentación, artesanías, productos alimenticios, procesamiento y transformación de productos del sector primario. En el sector terciario se analizan las actividades comerciales y de servicios; de igual manera, se contempla la economía informal, la cual se clasifica en actividades callejeras (ambulantes, estacionarias y semis-estacionarias) y actividades no callejeras (tiendas de barrio). Esta clasificación se define en función del lugar físico en el cual se desarrollan la actividad y no en función de la actividad en sí misma. Además de identificar las actividades primarias, secundarias y terciarias, es importante reconocer y expresar en los planes del municipio el proceso de acopio, transporte, almacenamiento, organizaciones de tipo formal e informal y mercadeo de productos, a fin de reconocer tanto la vocación económica del municipio como su situación real. La vocación está relacionada con el desarrollo histórico de los sectores primario, secundario y terciario.
En el municipio de Saldaña, la actividad agropecuaria es la base de la economía municipal; sin embargo, la prestación de servicios no tiene la misma participación, ya que en cuanto a comercialización, el municipio no compite con municipios vecinos como Guamo y El Espinal, entre otros; provocando una dependencia directa hacia estos. El desarrollo industrial es bajo, siendo menor que el común del Departamento.
El cultivo de arroz es la actividad económica principal del Municipio pues aquí se cultiva casi el 30% del arroz colombiano, y la mayoría de la población, de cerca de 15,000 habitantes, se dedica a esto.
Sector Primario: la principal actividad económica del municipio es la agricultura, las tierras planas e irrigadas se usan para la siembra del cultivo más importante de la zona, el arroz; en las que no posee riego se siembra cultivos secanos como maíz, sorgo, ajonjolí, algodón y cobertura de pastos manejados. En la zona también existen pequeñas parcelas con algunos cultivos de pan coger (yuca, plátano, etc.) y cítricos.
Nivel Tecnológico: En el municipio existe el Distrito de riego del Río Saldaña, la obra fue financiada por el INAT y es administrada por USOSALDAÑA, tiene la bocatoma en el sitio denominado Puerto de Santa Marta, de allí nace el canal mayor “Ospina Pérez”, este tiene una extensión de 13 kilómetros contados hasta el sitio denominado bifurcación. Antes del sitio bifurcación se deriva dos canales que se dirigen a diferentes zonas de los municipios de Saldaña y Purificación. La cantidad de agua que entra al canal principal es de 25 a 30 m³/s.
El Distrito de riego del Río Saldaña beneficia al municipio en un 40% y al municipio de Purificación en un 60%, dentro de los aspectos físicos se puede destacar que el área de influencia del distrito en el Municipio es de 37.000 ha de las cuales son beneficiadas únicamente 14.000 ha.

## Servicios públicos
- Energía Eléctrica: Celsia, es la empresa prestadora del servicio de energía eléctrica.
- Gas Natural: Alcanos de Colombia es la empresa distribuidora y comercializadora de gas natural en el municipio.